# Etxezarra

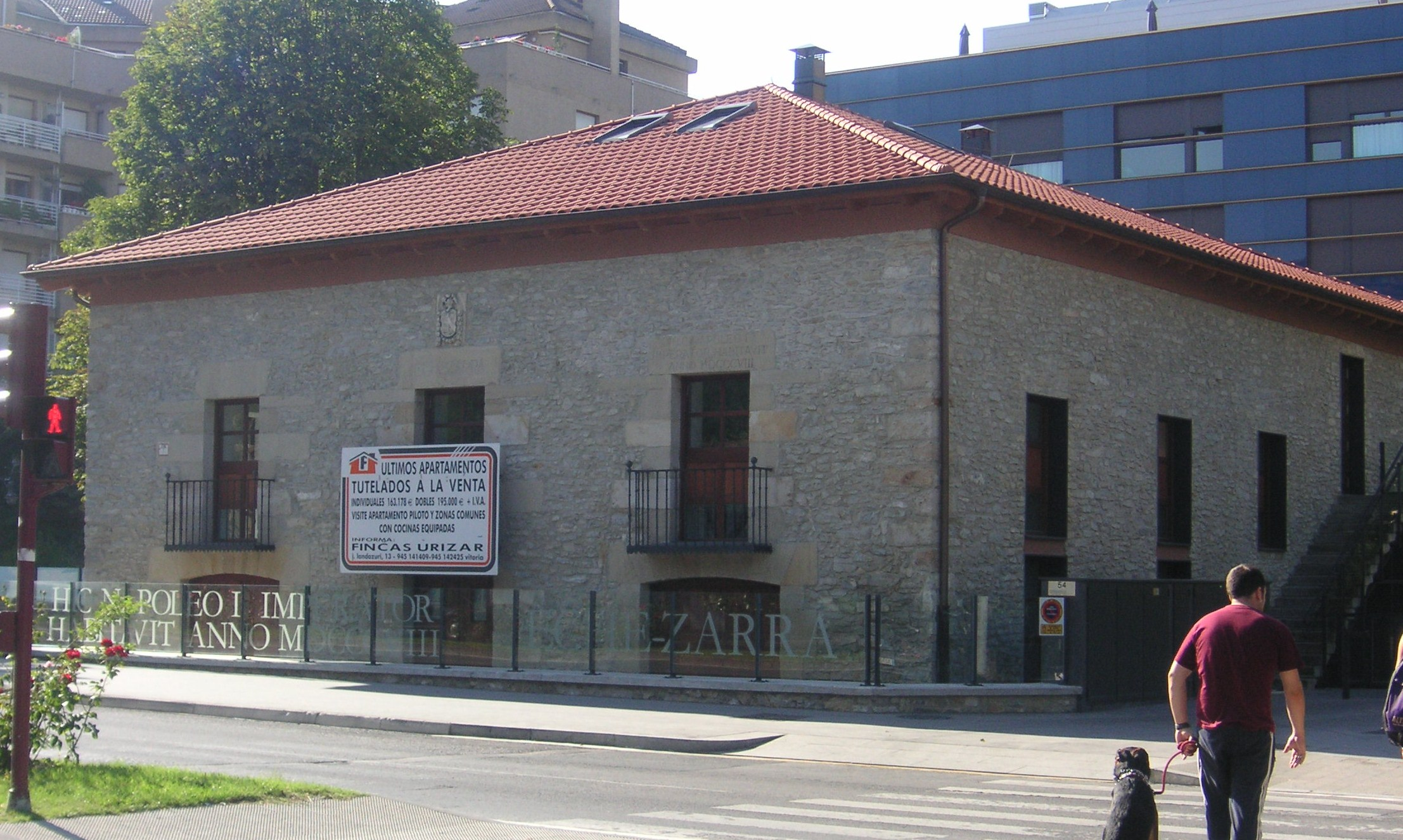
Etxezarra, Vitoria.

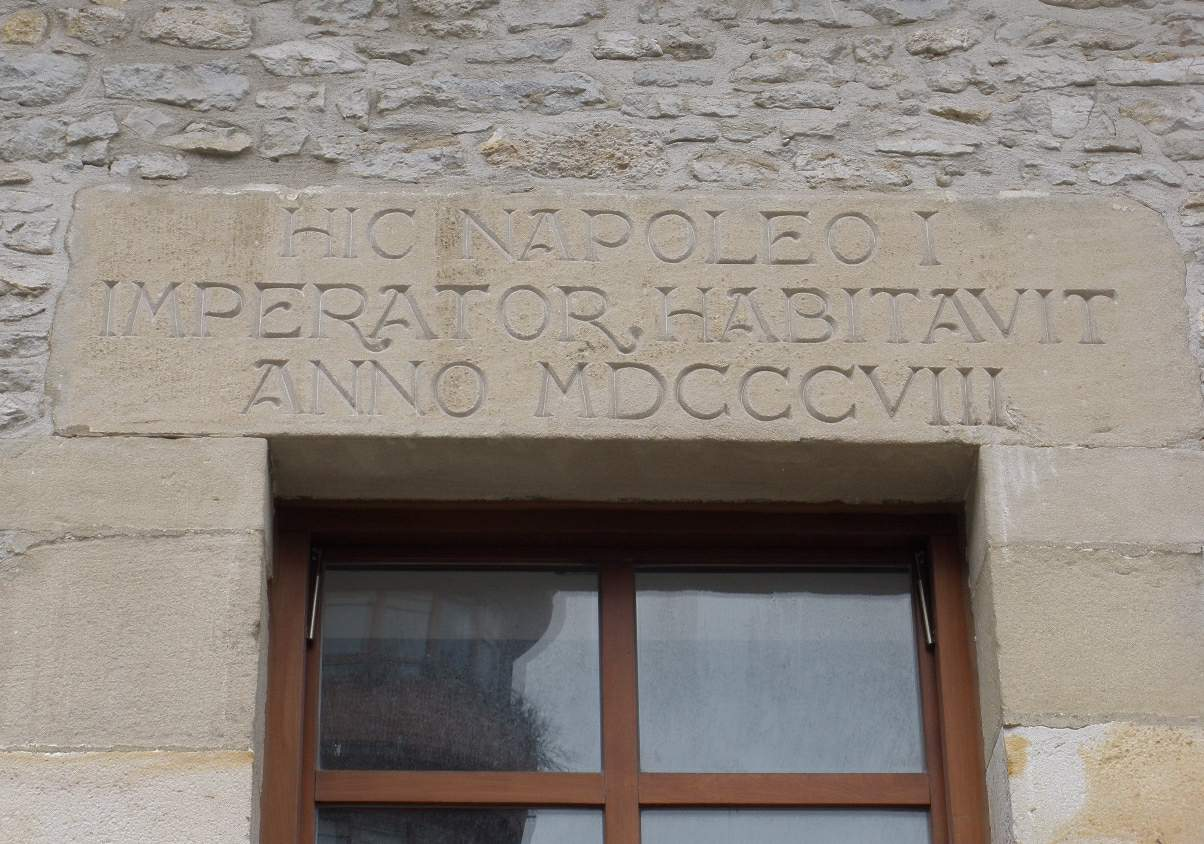
HIC NAPOLEO I IMPERATOR HABITAVIT ANNO MDCCCVIII

Etxezarra o Casa de Napoleón es una casa situada en el barrio de Ariznavarra en Vitoria (País Vasco, España).
En 1808, después de la derrota en Bailén y de la posterior huida de José Bonaparte de Madrid, Napoleón se vio obligado a acudir a la península con el grueso de su ejército para reinstaurar a su hermano en el trono de España.
A su paso por Vitoria, el emperador se alojó entre el 5 y el 9 de noviembre de 1808 en Etxezarra del entonces banquero José Fernández de la Cuesta. Este suceso queda reflejado en el dintel de una de las ventanas con la inscripción: HIC NAPOLEO I IMPERATOR HABITAVIT ANNO MDCCCVIII, esto es, "Aquí residió el emperador Napoleón I, año 1808".